# Noël Palaud
Noël Georges Palaud  est un militaire français, résistant, Compagnon de la Libération, né le 24 décembre 1909 à Coulounieix-Chamiers en Dordogne et décédé le 5 août 1985 à Bordeaux. Il s’est distingué dans la bataille de l’Aisne en 1940, et dans la mise en place du réseau Plan Tortue en 1943, destiné à paralyser les  Allemands, au moment du Débarquement de Normandie.

## Biographie
De famille ouvrière, Noël Georges Xavier Palaud passe toute son enfance à Périgueux. À 13 ans, il quitte l’école, et travaille comme ouvrier soudeur. Il s’engage dans l’armée, en novembre 1928, pour 18 mois, puis se réengage en janvier 1935. Il y fera toute sa carrière.

### Il se distingue lors de la campagne de France en 1940
Militaire de carrière, il est adjudant et chef de section à la 5e Compagnie du 5e régiment d'infanterie  pendant la campagne de France au cours de laquelle il se distingue à plusieurs reprises . Ainsi, le 24 mai 1940, dans l'Aisne, il abat de sa main un avion au fusil-mitrailleur quelques jours après avoir ramené avec sa section 14 prisonniers allemands. Toujours dans l'Aisne, à Asfeld, le 8 juin 1940, il détruit à lui tout seul quatre chars allemands avec un canon de 25 mm et en immobilise un cinquième à l'aide d'une grenade. Blessé par balle à deux reprises, l'adjudant Palaud perd connaissance sur le champ de bataille. Lorsqu'il revient à lui, il se trouve prisonnier avec les survivants de sa section.

### Il s’évade d’Allemagne en 1941, et rejoint Londres en 1943
Dirigé sur l'Allemagne, il est conduit au camp de Sulzbach-Rosenberg près de la Tchécoslovaquie. Il parvient à s'évader à sa troisième tentative. Rentré en France après avoir parcouru près de 2 000 kilomètres en pays ennemi, il rentre au 26e Régiment d'infanterie, le 7 juillet 1941, à Périgueux, en zone libre, sous le nom de Georges Noel. Il commence la résistance, y fait du renseignement, cache des armes. Désirant absolument poursuivre le combat, il tente de rejoindre les Forces françaises libres, en octobre 1942, en passant la frontière des Pyrénées. Arrêté en Espagne , il y subit une détention de plusieurs mois, et s’en évade. Il arrive finalement à Londres en mars 1943. Après plusieurs jours à la  Patriotic School, dont la mission est de trier les nouveaux arrivants, détecter leur potentiel, identifier les espions allemands, il s'engage dans les Forces françaises libres. Volontaire aussitôt pour des missions spéciales, en territoire occupé par l'ennemi, il est affecté au Bureau central de renseignements et d'action (BCRA), sous le nom de Martrinchard.

### Plan tortue 1943-1944
Désigné comme adjoint d'André Rondenay, chef du plan Tortue visant à neutraliser les "Panzer Divisionen" le jour "J", il est déposé en France par une opération Lysander le 13 septembre 1943 dans la région de Tours avec son chef. Dès lors, sous le pseudo « Artilleur », il se dépense sans compter pour organiser l'infrastructure du dispositif, parcourant sans cesse toute la zone nord pour recruter et entraîner des équipes spécialisées . Il prend part à de nombreux sabotages demandés par le haut commandement interallié, évitant ainsi des bombardements aériens qui auraient nécessairement causé des pertes en vies françaises. Il participe  notamment, à l'attaque dans l'Orne d'un dépôt au cours de laquelle 12 Allemands sont tués.
En janvier 1944, André Boulloche, Délégué militaire de la Région de Paris et de la zone Nord, est arrêté. Rondenay, Palaud et leur groupe tentent de le faire évader en creusant un souterrain, mais l'opération échoue au dernier moment. Rondenay en plus de ses fonctions devient DMR de la zone de Paris et de la zone Nord. Palaud prend en charge davantage le plan de Tortue avant lui-même d’être arrêté.

### Déporté, il survit à Dachau
Le 21 mars 1944, dix semaines avant le débarquement, le commandant Palaud est arrêté par la Gestapo à Paris. Torturé, interné à Fresnes, il ne parle pas. Il arrive à masquer sa véritable identité : alors qu’à Londres il s’appelle Martrinchard, il  présente des papiers sous le nom de  Nonmaillet, aux Français et aux Allemands. Transféré à Compiègne, il est déporté le 18 juin 1944 en Allemagne, au camp de Dachau. Emprisonné au kommando d'Allach, près de Dachau, il organise la résistance et parvient à sauver d'une mort certaine de nombreux déportés . Il s’évade lors de  l'avancée des troupes alliées le 30 avril 1945, pour éviter la quarantaine, imposée par les Américains à cause du typhus exanthématique, dans un camp surpeuplé, affamé.
Noël Palaud reprend après la guerre sa carrière militaire.

### Affecté au cabinet du Ministre des armées
Il est affecté au cabinet du Ministre des Armées Edmond Michelet, le 1er février 1946, puis au cabinet du Ministre de l’Air en janvier 1947, puis au secrétariat d’État aux forces armées Air en mai 1947. Il commande le 2e bataillon parachutiste de choc à Bayonne en septembre 1949.

### Il rejoint les troupes aéroportées d’Indochine (1951-1953)
Il est détaché adjoint opérationnel, auprès du commandement des forces françaises terrestres à Vientiane (Laos)  de 1951 à 1953. Il participe à 106 missions aériennes, et au repli en ordre  de la garnison de Xieng Khouang située dans la plaine des Jarres, face au Vietminh.
Il revient en France en août 1953. Il est  affecté au Centre de sélection no 1 au Fort de Vincennes, comme commandant en second, en 1955.
Promu au grade de colonel, il prend sa retraite en octobre 1964. Noël Palaud est décédé le 5 août 1985 à l'hôpital de Bordeaux. Il a été inhumé en Dordogne, à Peyzac-le-Moustier.

## Distinctions et décorations
- Commandeur de la Légion d'honneur
- Compagnon de la Libération par décret du 19 octobre 1945
- Médaille Militaire [9]
- Croix de guerre 1939–1945, 8 citations[10]
- Médaille de la Résistance française 3 août 1946
- King’s Medal for Courage in the Cause of Freedom (Royaume-Uni)
- Médaille des évadés[11]
- Médaille de l’Aéronautique, 19 septembre 1949
- Médaille Coloniale avec agrafe Extrême-Orient[12]
- Croix de guerre des Théâtres d’opérations extérieurs[13]
- Officier de l’Ordre de Léopold II, avec palme  (Belgique)[14]
- Croix de guerre (Belgique)
- Commandeur de l’Ordre royal du Million d’Éléphants et du Parasol Blanc, (Laos)[15]